# Sand Hills
Sand Hills és una concentració de població designada pel cens dels Estats Units a l'estat d'Oklahoma. Segons el cens del 2000 tenia 422 habitants.

## Demografia
Segons el cens del 2000, Sand Hills tenia 422 habitants, 160 habitatges, i 123 famílies. La densitat de població era de 21,3 habitants per km².
Dels 160 habitatges en un 35,6% hi vivien nens de menys de 18 anys, en un 65,6% hi vivien parelles casades, en un 10,6% dones solteres, i en un 23,1% no eren unitats familiars. En el 20,6% dels habitatges hi vivien persones soles el 8,1% de les quals corresponia a persones de 65 anys o més que vivien soles. El nombre mitjà de persones vivint en cada habitatge era de 2,64 i el nombre mitjà de persones que vivien en cada família era de 3,02.
Per edats la població es repartia de la següent manera: un 27,5% tenia menys de 18 anys, un 8,3% entre 18 i 24, un 27,7% entre 25 i 44, un 25,8% de 45 a 60 i un 10,7% 65 anys o més.
L'edat mediana era de 36 anys. Per cada 100 dones de 18 o més anys hi havia 87,7 homes.
La renda mediana per habitatge era de 29.167 $ i la renda mediana per família de 34.167 $. Els homes tenien una renda mediana de 29.028 $ mentre que les dones 24.091 $. La renda per capita de la població era de 14.609 $. Entorn de l'11,3% de les famílies i el 13,5% de la població estaven per davall del llindar de pobresa.

## Poblacions més properes
El següent diagrama mostra les poblacions més properes.